# 满洲明治牛乳
满洲明治牛乳株式会社是曾位于满洲国奉天市，依照满洲国法律建立运行，从事牧场经营与牛奶、乳制品生产、贩售的公司。:487,488
满洲明治牛乳的主要出资者是日本公司明治制糖株式会社。该公司建立于1938年，在1942年被满洲明治製菓兼并而结业。

## 背景
日本会社明治制糖成立于1906年。明治制糖为了发展事业并且降低风险，决定投资于以砂糖为原料的产业以及热带地区的开发，由此促成了明治製菓（1916年）与苏门答腊兴业（1918年）的建立:6,7,10。而明治在乳业上的投资理由与製菓业类似，都是为了消费砂糖:6。
满洲地区的气候适合畜牧业。相比日本，满洲地区的牛只成长更加迅速：当时在日本，饲养一年的牛并不能成长为成牛，但在满洲可以。:187

## 历史
明治制糖在1937年收购了日本人岩田与并木在哈尔滨的牛奶品牌，1938年收购了胜俣喜十郎在大连和奉天的牛奶品牌与牧场:207。:188:488
1938年11月满洲法人满洲明治牛乳株式会社成立，明治制糖财阀将明治製菓的哈尔滨工厂转让给满洲明治牛乳:363。:488
1942年，满洲明治牛乳被满洲明治製菓兼并。:604:208

## 设立与经营
1938年11月，由明治制糖和日本企业家胜俣出资设立了满洲明治牛乳株式会社。注册资本金为100万元，日本企业明治制糖株式会社占62.5%的股份:37。根据1942年的数据，明治制糖持有21,200股，胜俣家持有4,800股:488。
营业内容为牛乳、乳制品的制造贩卖以及牧场的经营，决算期为每年3月和9月。1941年下半期的总收入为389,000元，总支出326,000元，利润率为12%。:37

## 机构
满洲明治牛乳总部位于奉天满铁附属地高千穗通16号:477。规模最大时在奉天、大连、哈尔滨有牧场和牛乳处理工厂。

## 关联条目
- 明治制糖
- 满洲明治製菓
- 东满殖产